# Mas Veí (Fontanilles)
El Mas Veío Bahí és una masia a mig camí dels nuclis de Serra de Daró i Gualta, al costat de la carretera que va de Parlavà a Torroella de Montgrí, però al terme municipal de Fontanilles (el Baix Empordà).
Està compost per un cos de planta rectangular bastant allargada, cobert a dues aigües amb teula àrab i amb materials propers de la zona, com és la pedra, pel que fa a l'estructura portant. Aquesta pedra ha estat posteriorment arrebossada. La planta baixa, com quasi totes les masies de la zona està coberta amb coltes, mentre que el sostre del pis està construïda amb cairats de fusta.